# 斎王まつり

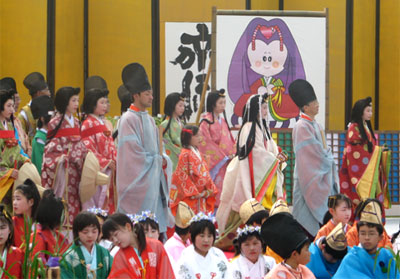
2007年の斎王まつりの様子

斎王まつり（さいおうまつり）は、三重県・明和町で毎年6月の第1週末の2日間にわたって開催される祭りである。かつて伊勢神宮の斎王が、都から伊勢の斎宮に群行した様子を再現した「斎王群行」が祭りの見所となっている。

## 概要
この祭りは、かつて明和町に存在した伊勢の斎宮にちなんだものである。祭りでは、都から斎宮御所へ向かう斎王と、その従者の行列（群行）を再現している。 斎宮跡の史跡指定地内を、平安時代の衣装を着た120名の人々が、さいくう平安の杜～上園芝生広場～斎宮歴史博物館に向けて行進する。
斎王群行が開始されたのは第3回（1985年）からで、現在のような平安時代の時代考証に則っての群行になったのは第7回（1989年）からである。第13回（1995年）以降は町外からも群行参加者への応募が可能になり、第18回（2000年）以降からは、斎王・女官役の一次選考通過者全員（書類選考）の中から斎王役選考会が行われるようになっている。あいの土山斎王群行（滋賀県甲賀市）、斎宮行列（京都府京都市）とともに、外部公募されている「三大斎王群行」の一つとされている。 
2011年（平成23年）の祭りでは、三重県知事の鈴木英敬が伊勢国の国司の役で群行に参加し「すばらしい祭り」と称賛した。また、鈴木は群行参加前に斎宮歴史博物館を見学したが、それまで新三重県立博物館の建設白紙化も視野に各地の博物館を視察していたことから、「今回は視察じゃない。判断材料じゃないからね」と語った。
2012年からは、10月に伊勢市で開催される「伊勢まつり」にも出演しており、実際に伊勢神宮（外宮）まで群行が行われる。伊勢まつりは、伊勢神宮の神嘗祭に合わせて行われる祭りであるが、史実の斎王も伊勢神宮の神嘗祭に赴くのが役目であった。

## 祭りの次第
スケジュールは以下の通り。雨天の場合は中止となる。　
第1日（土曜日）
- 15:00～21:00 - 斎王市（町の特産品販売など）
- 17:00～ - 前夜祭（子ども群行・群行出演者紹介など）

第2日（日曜日）
- 10:00～15:00 - 斎王市、アトラクションなど
- 13:00～ - 禊の儀・斎王群行（さいくう平安の杜～上園芝生広場～斎宮歴史博物館まで）

## 歴代斎王役
| 祭りの回数 | 年     | 代   | 斎王役     | 代   | 子ども斎王役 |
| ---------- | ------ | ---- | ---------- | ---- | ------------ |
| 第3回      | 1985年 | 初代 | 村瀬多江子 |      |              |
| 第4回      | 1986年 | 2代  | 中西彩佳   |      |              |
| 第5回      | 1987年 | 3代  | 奥田有紀   |      |              |
| 第6回      | 1988年 | 4代  | 鈴木真由美 |      |              |
| 第7回      | 1989年 | 5代  | 大山由美子 |      |              |
| 第8回      | 1990年 | 6代  | 早水俊代   |      |              |
| 第9回      | 1991年 | 7代  | 沢村真由美 |      |              |
| 第10回     | 1992年 | 8代  | 村岡真由美 |      |              |
| 第11回     | 1993年 | 9代  | 野村真紀   |      |              |
| 第12回     | 1994年 | 10代 | 渡辺由香   |      |              |
| 第13回     | 1995年 | 11代 | 田端千恵   |      |              |
| 第14回     | 1996年 | 12代 | 羽野幸代   |      |              |
| 第15回     | 1997年 | 13代 | 藤原慶子   |      |              |
| 第16回     | 1998年 | 14代 | 大西尚代   |      |              |
| 第17回     | 1999年 | 15代 | 垣内妥香   |      |              |
| 第18回     | 2000年 | 16代 | 山田ゆかり |      |              |
| 第19回     | 2001年 | 17代 | 吉田恵美   |      |              |
| 第20回     | 2002年 | 18代 | 辻井奈津希 | 初代 | 辻麻佑       |
| 第21回     | 2003年 | 19代 | 森岡千景   | 2代  | 北出理華     |
| 第22回     | 2004年 | 20代 | 大西敬子   | 3代  | 中川あやな   |
| 第23回     | 2005年 | 21代 | 田端乃里子 | 4代  | 尾上詩織     |
| 第24回     | 2006年 | 22代 | 稲葉友佳子 | 5代  | 西口玲央     |
| 第25回     | 2007年 | 23代 | 安田有希   | 6代  | 早川佳那     |
| 第26回     | 2008年 | 24代 | 曽根理都子 | 7代  | 福井あゆみ   |
| 第27回     | 2009年 | 25代 | 鳥井麻生   | 8代  | 田所藍那     |
| 第28回     | 2010年 | 26代 | 瀬田萌     | 9代  | 石川綾美     |
| 第29回     | 2011年 | 27代 | 竹内あずみ | 10代 | 市野音衣     |
| 第30回     | 2012年 | 28代 | 松本夢歩   | 11代 | 高山華奈     |
| 第31回     | 2013年 | 29代 | 古川みゆき | 12代 | 神農ありさ   |
| 第32回     | 2014年 | 30代 | 伊藤暁美   | 13代 | 岡田心海     |
| 第33回     | 2015年 | 31代 | 前田彩乃   | 14代 | 石谷好花     |
| 第34回     | 2016年 | 32代 | 八木美海   | 15代 | 高岡璃音     |
| 第35回     | 2017年 | 33代 | 中前安薫   | 16代 | 竹林優奈     |
| 第36回     | 2018年 | 34代 | 中保友里   | 17代 | 西村まなみ   |
| 第37回     | 2019年 | 35代 | 橋本茉奈   | 18代 | 飛矢地愛結   |
| 第38回     | 2020年 | 36代 | 梅田優歩   | 19代 | 杉山釉菜     |
| 第39回     | 2022年 | 37代 | 菅尾夏希   |      |              |
| 第40回     | 2023年 | 38代 | 山中深月   |      |              |
| 第41回     | 2024年 | 39代 | 三田空来   |      |              |
| 第42回     | 2025年 | 40代 | 菅尾彩夏   |      |              |

## 一般公募されている主な役柄
- 斎王　十二単を着て葱華輦（輿）に乗って群行を行う。
- 子ども斎王　袿を着て輿に乗って群行を行う。
- 女別当　袿を着て輿に乗って群行を行う。
- 内侍　袿を着て風流傘を伴って群行を行う。
- 命婦　袿を着て市女笠を被り群行を行う。
- 采女　采女装束を着て群行を行う。
- 女嬬　袿を着て群行を行う。
- 近衛使　直衣を着て群行を行う。
- 検非違使　武官の衣装を着て群行を行う。
- 陪従　狩衣を着て群行を行う。
- 随身　狩衣を着て群行を行う。
- 風流傘　衣装を着て風流傘を持って内侍に付き従って群行を行う。
- 輿丁　衣装を着て斎王の葱華輦や女別当や子ども斎王の輿を引っ張って群行を行う。
- 舞人　狩衣を着て群行を行う。

## 関連商品
- OG会「小町」コラボパッケージ伊勢塩飴(2025年) 常光庵